# Amt Silberstedt

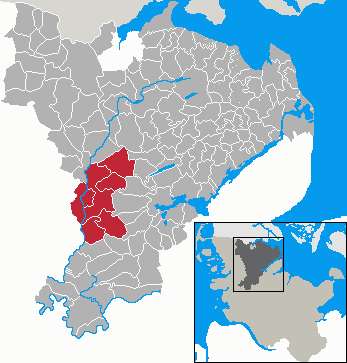
Lage des ehem. Amtes Silberstedt im Kreis Schleswig-Flensburg

Das Amt Silberstedt war ein Amt im Westen des Kreises Schleswig-Flensburg in Schleswig-Holstein. Verwaltungssitz war die Gemeinde Silberstedt. 
Auf 140 km² lebten 9700 Einwohner in den Gemeinden.
1. Bollingstedt
2. Ellingstedt
3. Hollingstedt
4. Jübek
5. Silberstedt
6. Treia

## Geschichte
Das Amt wurde 1970 mit ursprünglich neun Gemeinden gegründet. Von 1976 bis 1978 reduzierte sich die Zahl der Gemeinden durch Zusammenschluss einiger Gemeinden auf zuletzt sechs. Am 1. Januar 2008 wurde mit den Gemeinden Hüsby, Lürschau und Schuby aus dem ehemaligen Amt Schuby das Amt Arensharde gebildet.